# Marwan El Shorbagy
Marwan El Shorbagy (in arabo مروان الشوربجي‎?; Alessandria d'Egitto, 30 luglio 1993) è un giocatore di squash egiziano naturalizzato inglese.

## Carriera
È nato e cresciuto nella città egiziana di Alessandria e ha iniziato a giocare a squash all'età di 8 anni. Nel 2010 ha iniziato a competere nel PSA World Tour ed è diventato studente alla Millfield School in Inghilterra. È il fratello minore dell'ex numero 1 al mondo Mohamed El Shorbagy.
Nel luglio 2012 ha vinto il suo secondo Junior Open consecutivo, divenendo il terzo uomo nella storia a riuscirci.
Ha raggiunto la sua prima finale in un torneo PSA alla Crocodile Cup di Hong Kong nell'ottobre 2010, ottenendo nell'aprile 2011 il suo primo titolo del Tour all'Aramex Open in Giordania.
Nel giugno 2023 ha cambiato nazionalità, iniziando a competere per la nazionale inglese.